# مارتن تشايلدز
مارتن تشايلدز (بالإنجليزية: Martin Childs)‏ هو مصمم إنتاجي بريطاني، ولد في 1 يوليو 1954 في بيدفورد في المملكة المتحدة.

## وصلات خارجية
- مارتن تشايلدز على موقع IMDb (الإنجليزية)
- مارتن تشايلدز على موقع قاعدة بيانات الفيلم (الإنجليزية)